# Chassagne-Saint-Denis
Chassagne-Saint-Denis is een gemeente in het Franse departement Doubs (regio Bourgogne-Franche-Comté) en telt 114 inwoners (2009). De plaats maakt deel uit van het arrondissement Besançon.

## Geografie
De oppervlakte van Chassagne-Saint-Denis bedraagt 9,1 km², de bevolkingsdichtheid is dus 12,5 inwoners per km².

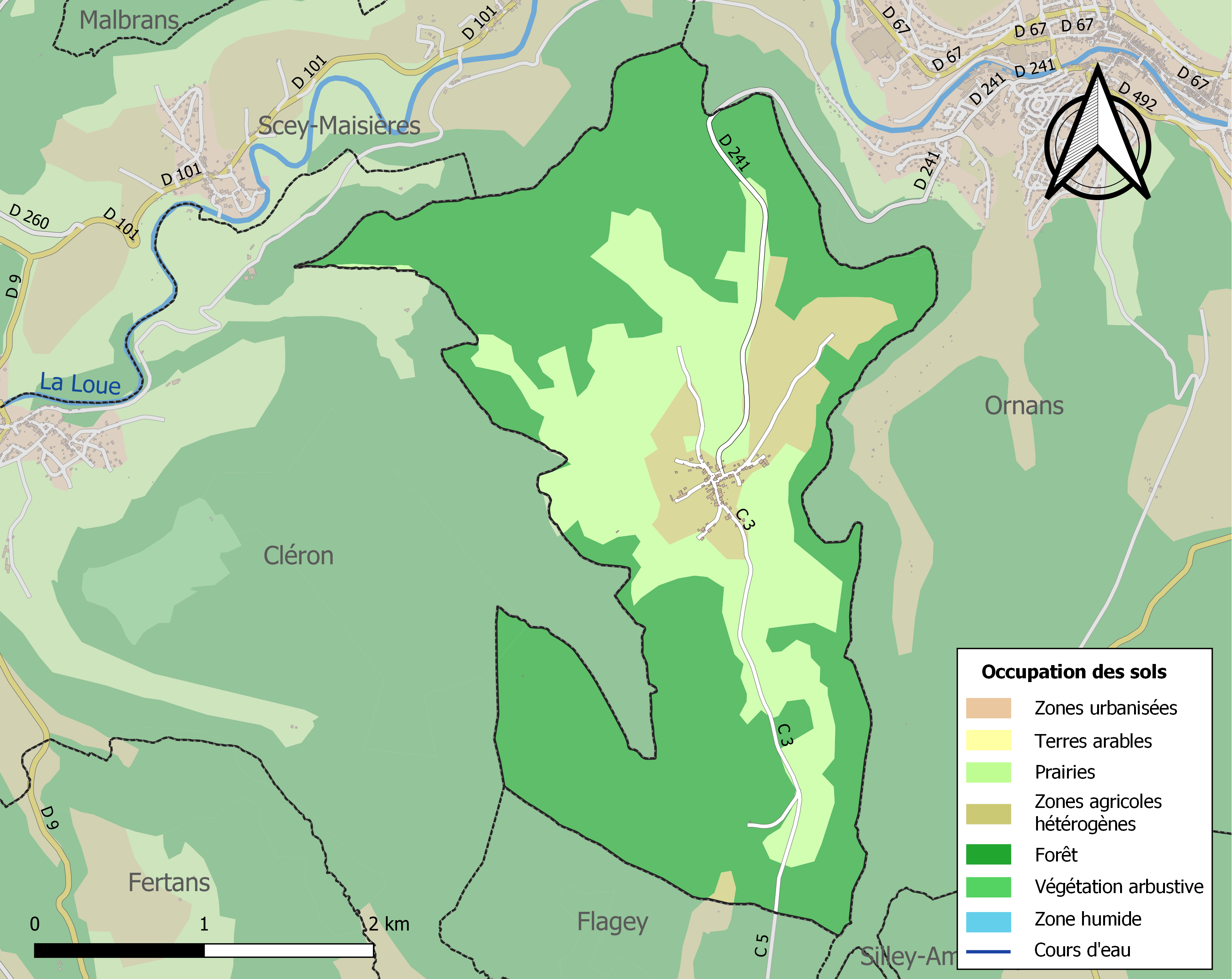
Kaart van de gemeente met de belangrijkste infrastructuur, bodemgebruik en omliggende gemeenten

## Demografie
Onderstaande figuur toont het verloop van het inwonertal (bron: INSEE-tellingen).